# Die Unbekannte (Gemälde)
Die Unbekannte ist ein 1883 entstandenes Gemälde des russischen Malers Iwan Nikolajewitsch Kramskoi. Es ist eines seiner bekanntesten und geheimnisvollsten Werke.
Auf dem Bild ist eine junge, ganz in Schwarz gekleidete Frau in einer geöffneten Kutsche auf der Anitschkow-Brücke im winterlichen Sankt Petersburg vorbeifahrend dargestellt. Sie ist nach der neusten Mode der 1880er-Jahre gekleidet: Ein schwarzes Barett aus Samt mit einer Straußenfeder, der Mantel geschmückt mit Pelz und Bändern, feine lederne Handschuhe und ein mit blauen Atlasbändern dekorierter Muff aus Pelz. Ihr Blick ist majestätisch und ein wenig traurig.
Die Unbekannte bleibt bis heute ein Rätsel des Malers. Weder in den Briefen, noch in den Tagebüchern hat er den Namen der Unbekannten hinterlassen. Es gibt eine Version, dass der Prototyp des Bildes das Bauernmädchen Matrjona Sawwischna, das mit dem Adligen Bestuschew verheiratet war, darstelle. Kramskoi hatte sie angeblich in Sankt Petersburg kennengelernt.
Das Gemälde befindet sich in der Tretjakow-Galerie in Moskau, in der Kunsthalle zu Kiel findet sich jedoch eine zweite Fassung des Gemäldes, die ebenfalls um 1883 datiert ist.